# Тооме, Койт
Койт Тооме (эст. Koit Toome, род. 3 января 1979) — эстонский поп-певец и актёр.

## Карьера
В конце 1994 года эстонский продюсер Микк Тарго создал музыкальный дуэт Code One, в состав которого вошли Койт Тооме и Сирли Хийус. Через четыре года дуэт распался.
В 1998 году Тооме представлял Эстонию на Евровидении, проходившем в Бирмингеме, с песней Mere lapsed (рус. Морские дети), и приступил к записи дебютного сольного альбома. Всего он записал пять альбомов — три сольных и два в составе группы Code One.
В 2007 выиграл TV-шоу Tantsud tähtedega (Танцы со звёздами (Эстония)) в паре с Керту Тянав.
В 2013 году Койт участвовал в первом сезоне программы Su nägu kõlab tuttavalt, эстонский версии передачи Один в один!.

## Музыкальный театр
Койт Тооме дебютировал в роли Альфреда в мюзикле «Tanz der Vampire», играл роль Мариуса в «Отверженных», Криса в «Мисс Сайгон», Тони в «Вестсайдской истории». Участвовал в постановках мюзиклов «Шахматы», «Богема» и «Волосы» в Эстонии и Германии.

## Личная жизнь
В настоящее время встречается с моделью Кайей Трийсой, которая в 2008 году родила ему дочь Ребекку. До этого долгое время встречался с певицей Маарьей Лийс Илус.
Дядя певца Индрек Тооме был председателем Совета министров Эстонской ССР в 1988—1990 годах, а его брат является известным диджеем.
Койт Тооме живёт в Таллине.

## Альбомы
- «Koit Toome» (DayDream Records, 1999)
- «Duetid» (U-Boot Stuudio, 1998/2005)
- «Allikas» (Records, 2007)